# کریستوس گیکاس
کریستوس گیکاس (یونانی: Χρήστος Γκίκας؛ زادهٔ ۱۲ اوت ۱۹۷۶) کشتی‌گیر اهل یونان است.